# Enicospilus flavipennis
Enicospilus flavipennis là một loài tò vò trong họ Ichneumonidae.